# Xã Vernon, Quận Van Buren, Iowa
Xã Vernon (tiếng Anh: Vernon Township) là một xã thuộc quận Van Buren, tiểu bang Iowa, Hoa Kỳ. Năm 2010, dân số của xã này là 224 người.